# Dean Gray
Dean Gray est le pseudonyme d'un groupe d'individus ayant créé en 2005, un mash-up de l'album American Idiot du groupe américain Green Day, rebaptisé American Edit. Les personnes derrière Dean Gray sont Neil Mason (alias team9), un DJ australien, et Party Ben (Ben Gill), un DJ des États-Unis. Le but de l'album, remixé chanson par chanson, était de démontrer les similarités entre les pièces de Green Day et d'autres chansons rock. Dean Gray, dont le pseudonyme est une contrepèterie avec le nom du groupe Green Day, remixe les pièces d'American Idiot avec des chansons d'Aerosmith, Bryan Adams, Johnny Cash, Oasis, The Bangles, U2, Don Henley, Kanye West, Sex Pistols, Ashanti, Queen ou Dire Straits. L'album original de Green Day étant par moments une charge contre le gouvernement républicain de George W. Bush, on peut aussi entendre des extraits de discours du président américain à travers American Edit.
La compagnie de disques de Green Day, Warner Music Group, a exigé, après seulement quelques jours de diffusion, le retrait immédiat des pièces en circulation, puisque Dean Gray ne possédait pas légalement les droits sur ces chansons. Cette affaire présente de grandes similitudes avec le débat enclenché l'année précédente par le mash up de DJ Danger Mouse, qui avait mixé l'«album blanc» des Beatles au Black Album de Jay-Z pour créer The Grey Album.
En guise de protestations, le «Dean Gray Tuesday» fut organisé le mardi 13 décembre 2005 sur internet, alors que pendant une journée plusieurs sites ont offert gratuitement en téléchargement les morceaux d'American Edit. Cette initiative est semblable à celle organisée l'année précédente en guise de support à Danger Mouse.
Les supporteurs du projet Dean Gray arguent qu'il s'agit d'une production artistique qui ne fait aucunement compétition à la production artistique du groupe Green Day, et qu'au contraire il servirait aussi involontairement à populariser et gonfler les ventes de l'œuvre originale.
En dépit des procédures entamées par sa maison de disques, le chanteur du groupe Green Day, Billie Joe Armstrong, a déclaré avoir beaucoup aimé American Edit de Dean Gray.